# Vesna Teršelič

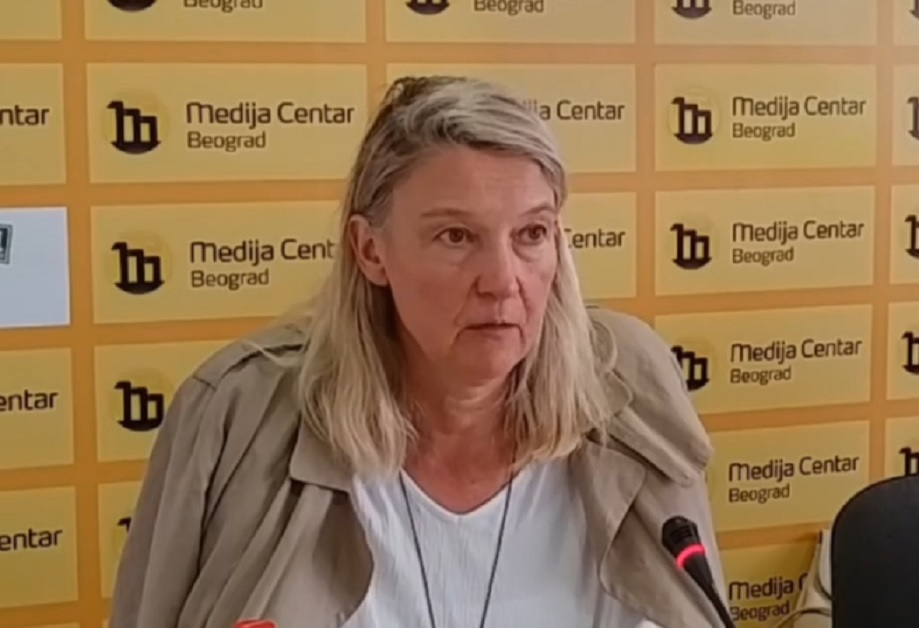
Vesna Teršelič

Vesna Teršelič (* 1962 in Ljubljana) ist eine Friedensaktivistin.
Sie war Gründerin und Koordinatorin der Antikriegs-Kampagne in Kroatien. 1998 erhielt sie den Alternativen Nobelpreis (Right Livelihood Award)  zusammen mit Katarina Kruhonja vom Zentrum für Frieden, Gewaltfreiheit und Menschenrechte, Osijek. Sie wurden ausgezeichnet für ihren Einsatz für einen langfristig angelegten Friedensprozess und Versöhnung im Sinne einer demokratischen und toleranten Gesellschaft.
Vesna Teršelič ist auch Gründerin und Direktorin der Organisation Documenta – Zentrum zur Aufarbeitung der Vergangenheit mit Sitz in Kroatien.
Sie hat außerdem Erfahrungen als Vermittlerin in Krisensituationen gesammelt, insbesondere in Bosnien-Herzegowina, im Kosovo und in Kirgisistan.
Vesna Teršelič ist Unterzeichner der 2017 veröffentlichten Deklaration zur gemeinsamen Sprache der Kroaten, Serben, Bosniaken und Montenegriner.